# Olympische Sommerspiele 2008/Teilnehmer (Afghanistan)
| Gelbes Symbol für Goldmedaillen mit stilisierten Olympischen Ringen | Graues Symbol für Silbermedaillen mit stilisierten Olympischen Ringen | Braundes Symbol für Bronzemedaillen mit stilisierten Olympischen Ringen |
| ------------------------------------------------------------------- | --------------------------------------------------------------------- | ----------------------------------------------------------------------- |
| —                                                                   | —                                                                     | 1                                                                       |

Afghanistan nahm in Peking an den Olympischen Spielen 2008 teil. Es war die insgesamt 12. Teilnahme an Olympischen Sommerspielen. Vom Afghanistan National Olympic Committee wurden insgesamt 4 Athleten in 2 Sportarten nominiert.
Fahnenträger bei der Eröffnungsfeier war der Taekwondoin  Nesar Ahmad Bahave.

## Medaillen

### Medaillenspiegel
| Medaillenspiegel Algerien |           |                              |                           |                           |        |
| Platz                     | Sportart  | Goldmedaille – Olympiasieger | Silbermedaille – 2. Platz | Bronzemedaille – 3. Platz | Gesamt |
| 1                         | Taekwondo | —                            | —                         | 1                         | 1      |
| Total                     | Total     | —                            | —                         | 1                         | 1      |

### Medaillengewinner

#### Bronze
| Name            | Sportart  | Wettkampf                 |
| --------------- | --------- | ------------------------- |
| Rohullah Nikpai | Taekwondo | Männer – Klasse bis 58 kg |

## Teilnehmer nach Sportarten

### Leichtathletik
Laufen und Gehen 
| Athleten        | Wettbewerb | Runde 1 | Runde 1 | Runde 2       | Runde 2       | Halbfinale    | Halbfinale    | Finale        | Finale        | Rang |
| Athleten        | Wettbewerb | Zeit    | Rang    | Zeit          | Rang          | Zeit          | Rang          | Zeit          | Rang          | Rang |
| --------------- | ---------- | ------- | ------- | ------------- | ------------- | ------------- | ------------- | ------------- | ------------- | ---- |
| Männer          |            |         |         |               |               |               |               |               |               |      |
| Massoud Azizi   | 100 m      | 11,45 s | 8       | ausgeschieden | ausgeschieden | ausgeschieden | ausgeschieden | ausgeschieden | ausgeschieden | -    |
| Frauen          |            |         |         |               |               |               |               |               |               |      |
| Robina Muqimyar | 100 m      | 14,80 s | 8       | ausgeschieden | ausgeschieden | ausgeschieden | ausgeschieden | ausgeschieden | ausgeschieden | -    |

### Taekwondo
| Athleten           | Wettbewerb       | Achtelfinale      | Achtelfinale | Viertelfinale       | Viertelfinale | Halbfinale    | Halbfinale    | Hoffnungsrunde Halbfinale | Hoffnungsrunde Halbfinale | Hoffnungsrunde Finale  | Hoffnungsrunde Finale | Finale        | Finale        | Rang |
| Athleten           | Wettbewerb       | Gegner            | Ergebnis     | Gegner              | Ergebnis      | Gegner        | Ergebnis      | Gegner                    | Ergebnis                  | Gegner                 | Ergebnis              | Gegner        | Ergebnis      | Rang |
| ------------------ | ---------------- | ----------------- | ------------ | ------------------- | ------------- | ------------- | ------------- | ------------------------- | ------------------------- | ---------------------- | --------------------- | ------------- | ------------- | ---- |
| Männer             |                  |                   |              |                     |               |               |               |                           |                           |                        |                       |               |               |      |
| Rohullah Nikpai    | Klasse bis 58 kg | Levent Tuncat GER | 4:3          | Guillermo Pérez MEX | 1:2           | ausgeschieden | ausgeschieden | Michael Harvey GBR        | 2:1                       | Juan Antonio Ramos ESP | 4:1                   | ausgeschieden | ausgeschieden | 3    |
| Nesar Ahmad Bahave | Klasse bis 68 kg | Mark López USA    | 0:3          | ausgeschieden       | ausgeschieden | ausgeschieden | ausgeschieden | Daniel Manz GER           | 2:1                       | ausgeschieden          | ausgeschieden         | ausgeschieden | ausgeschieden | -    |